# Ekonomisk integration

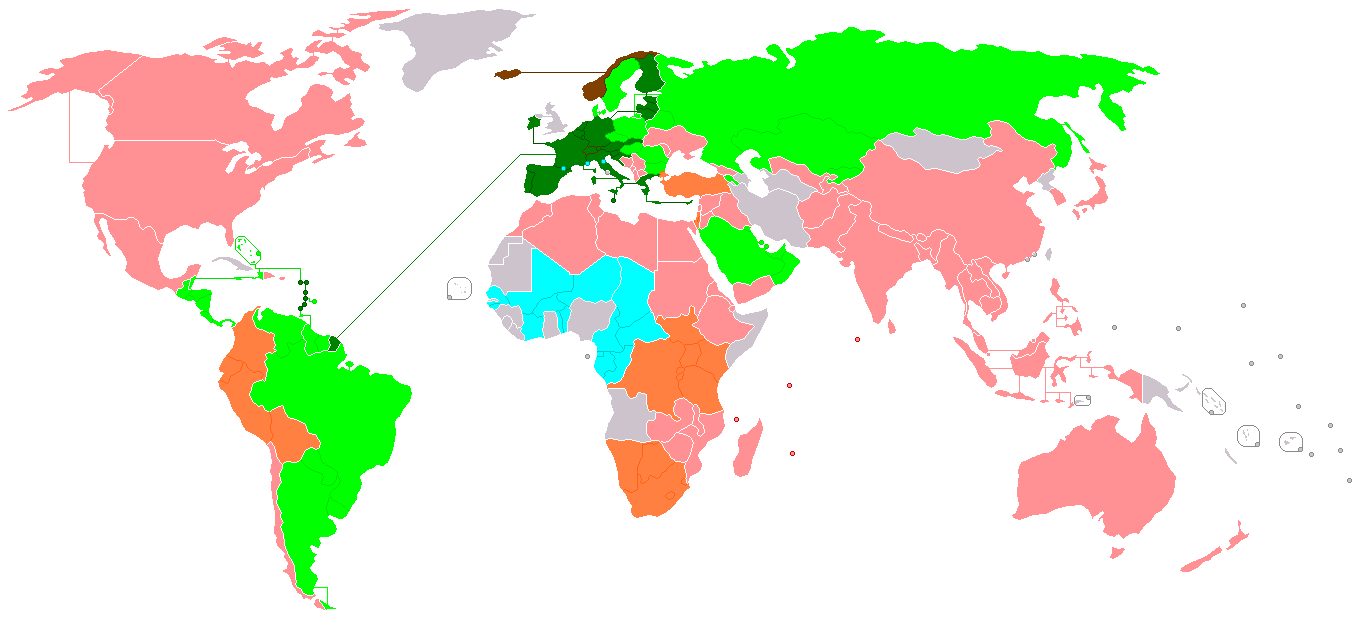
Länders djupaste ekonomiska integration.
Frihandelsområden
Tullunioner
Gemensamma marknader
Tull- och valutaunioner
Ekonomiska unioner
Ekonomiska och monetära unioner

Ekonomisk integration betecknar samordning i varierande grad mellan olika länders ekonomiska politik för att underlätta internationell handel. Det är en fundamental aspekt av frihandelsidén och ses av moderna förespråkare som grunden till ett lands fortsatta konkurrenskraft i en allt mer globaliserad värld. Ekonomisk integration kan i längden även ses som ett sätt att uppnå större social, kulturell och politisk integration. Genom att ta bort handelshinder och andra regleringar är tanken att alla deltagande länders ekonomier ska gynnas genom lägre kostnader för både produktion och konsumtion av varor och tjänster (utnyttjande av eventuella komparativa fördelar). Inte minst gynnas företag som beror på stordriftsfördelar för att kunna expandera av att handeln över gränserna underlättas.
Ekonomisk integration är i sin tur avsedd att leda till lägre priser för distributörer och konsumenter med målet att öka välfärden, samtidigt som dent leder till en ökning av ekonomisk produktivitet.

## Steg
Graden av ekonomisk integration kan variera men kan generellt delas upp i sju steg:
1. Preferenshandelsområde: Tullar sänks på utvalda varor.
2. Frihandelsområde: Tullar och importkvoter avskaffas för alla varor.
3. Tullunion: Frihandelsområde + gemensamma externa tullar.
4. Gemensam marknad: Tullunion + samordning av icke-tariffära handelshinder samt fri rörlighet för kapital, arbetskraft, varor och tjänster.
5. Ekonomisk union: Gemensam marknad + samordning av ekonomisk politik för hela sektorer.
6. Ekonomisk och monetär union: Ekonomisk union + valutaunion.
7. Fullständig ekonomisk integration

## Exempel
Den nästan 60 år långa ekonomiska integrationen i Europa sedan Romfördraget har i stort följt ovanstående faser vilket har utmynnat i valutasamarbetet Ekonomiska och monetära unionen. I övriga delar av världen finns andra regionala samarbeten med varierande djup ekonomisk integration, och de flesta av världens länder har också medlemskap i Världshandelsorganisationen som arbetar med att avreglera den internationella handeln.
Många länder är med i flera överlappande ekonomiska samarbeten. Det omdiskuterade bilaterala frihandelsavtalet Transatlantiskt partnerskap för handel och investeringar mellan USA och EU skulle skapa ett frihandelsområde för dessa två parter samtidigt som de skulle ingå i handelssamarbeten med andra länder och på andra villkor, t.ex. NAFTA för USA:s del som ju inte EU är del av.